# Kastaniá (ort i Grekland, Mellersta Makedonien, Nomós Pierías)
Kastaniá är en ort i Grekland.   Den ligger i prefekturen Nomós Pierías och regionen Mellersta Makedonien, i den norra delen av landet, 300 km norr om huvudstaden Aten. Kastaniá ligger 360 meter över havet och antalet invånare är 393.
Terrängen runt Kastaniá är huvudsakligen kuperad, men åt sydost är den platt. Kastaniá ligger uppe på en höjd. Runt Kastaniá är det ganska tätbefolkat, med 86 invånare per kvadratkilometer. Närmaste större samhälle är Alexándreia, 18,7 km norr om Kastaniá. Trakten runt Kastaniá består till största delen av jordbruksmark.